# Monocentrus sinuatus
Monocentrus sinuatus är en insektsart som beskrevs av Capener 1972. Monocentrus sinuatus ingår i släktet Monocentrus och familjen hornstritar. Inga underarter finns listade i Catalogue of Life.